# Going Underground
Going Underground ist ein Kurzfilmfestival in der Berliner U-Bahn.
Die Kurzfilme des jährlich stattfindenden Festivals werden ausschließlich über die Doppelmonitore des Berliner Fensters in den Zügen der BVG ausgestrahlt. Die Berliner Fenster GmbH veranstaltet „Going Underground“ zusammen mit dem Kurzfilmverleih „Interfilm Berlin“. Die Filme sind maximal 90 Sekunden lang und laufen ohne Ton. Auf Sex- und Gewaltszenen muss verzichtet werden.
Im Februar 2006 fand das Kurzfilmfestival zum fünften Mal zum Auftakt der Berlinale statt. Die Filme wurden auf den 3.768 Monitoren des Berliner Fensters gezeigt und erreichten damit täglich ca. 1,6 Millionen Zuschauer.
Insgesamt wurden 457 Filme aus 39 Ländern für „Going Underground 5“ eingereicht, von denen 14 an dem Festival teilnahmen. 2006 wurde neben dem „Going Underground Award“ erstmals auch ein zweiter Wettbewerb mit sieben zusätzlichen Filmen ausgeschrieben. Dieser „Renewable Movies“ – Wettbewerb widmet sich ausschließlich dem Thema „Nachwachsende Rohstoffe“. Preisgeber und Mitinitiator ist die FNR (Fachagentur Nachwachsende Rohstoffe e.V.).
In beiden Wettbewerben wurden aus allen Zusendungen insgesamt 21 Filme aus 10 Ländern ausgewählt, von denen die ersten drei aus beiden Kategorien prämiert wurden. Die Gewinner erhielten bei dem „Going Underground Award“ Preisgelder in Höhe von 1 000 bis 3 000 Euro und bei dem Renewable Movie Award von 750 bis 2 500 Euro.
Insgesamt 60.000 Zuschauer, die auch etwas gewinnen konnten, stimmten während der letzten vier Festivals für ihren Lieblingsfilm ab.